# Spilosoma semperi
Spilosoma semperi är en fjärilsart som beskrevs av Rothschild 1910. Spilosoma semperi ingår i släktet Spilosoma och familjen björnspinnare. Inga underarter finns listade i Catalogue of Life.